# Giải vô địch bóng đá bãi biển thế giới 2015
Giải vô địch bóng đá bãi biển thế giới 2015 là giải đấu lần lần thứ 8 của Giải vô địch bóng đá bãi biển thế giới, giải đấu bóng đá bãi biển quốc tế hàng đầu dành cho các đội tuyển quốc gia nam do FIFA tổ chức kể từ năm 2005. Nhìn chung, đây là giải đấu lần thứ 18 kể từ khi phiên bản giải đấu của BSWW tổ chức từ từ năm 1995 đến năm 2004. Đây cũng là mùa giải lần thứ ba được tổ chức hai năm một lần kể từ năm 2009.
Được tổ chức từ ngày 9 đến ngày 19 tháng 7 năm 2015 tại Bãi biển Baía, Espinho, Bồ Đào Nha, sau khi đơn xin đăng cai của nước này được Ủy ban điều hành FIFA lựa chọn vào ngày 28 tháng 5 năm 2013, trong số 12 đề xuất. Đây là lần thứ hai Bồ Đào Nha đăng cai một giải đấu của FIFA sau Giải vô địch bóng đá trẻ thế giới 1991. 15 đội đã vượt qua các giải đấu vòng loại cấp châu lục tương ứng để tham dự trong vòng chung kết. Lễ bốc thăm chia bảng diễn ra vào ngày 28 tháng 4 năm 2015 tại Nhà hát đa phương tiện Espinho, 32 trận đấu đã được tổ chức tại Sân vận động Espinho – một địa điểm tạm thời được xây dựng có mục đích với sức chứa 3.500 người – và có tổng cộng 96.300 khán giả.
Sau khi vắng bóng tại mùa giải trước, Bồ Đào Nha đã lọt vào trận chung kết – loại Nga (nhà vô địch 2 lần) ở bán kết – và đánh bại Tahiti (đội tuyển vào chung kết lần đầu) với tỷ số 5–3 để giành chức vô địch thế giới thứ hai và là chức vô địch đầu tiên trong kỷ nguyên FIFA. Alan và Madjer là hai cầu thủ duy nhất còn góp mặt trong đội tuyển Bồ Đào Nha đã giành chức vô địch năm 2001 trước đó và cũng giành được chức vô địch này.

## Lựa chọn chủ nhà
12 liên đoàn thành viên của FIFA từ năm liên đoàn châu lục chính thức công bố mong muốn đăng cai Giải vô địch bóng đá bãi biển thế giới 2015 trước thời hạn chót là ngày 14 tháng 9 năm 2012. Vào ngày 28 tháng 5 năm 2013, Ủy ban điều hành FIFA họp tại Mauritius và tuyên bố rằng giải đấu sẽ được tổ chức tại Bồ Đào Nha. Đây là lần thứ hai Bồ Đào Nha tổ chức một giải đấu của FIFA sau Giải vô địch bóng đá trẻ thế giới 1991.
Các ứng viên:
- Brasil
- Bulgaria
- Ecuador
- El Salvador
- Pháp
- Hungary
- Mauritius
- Bồ Đào Nha (chủ nhà)
- Nga
- Sénégal
- Thụy Sĩ
- Thái Lan

## Vòng loại
Vòng loại diễn ra vào năm 2014 và 2015. Bồ Đào Nha tự động tham dự giải đấu với tư cách là chủ nhà.

### Khu vực châu Phi
Giải vô địch bóng đá bãi biển châu Phi tổ chức tại Roche Caiman, Seychelles từ ngày 14 đến ngày 19 tháng 4 năm 2015. Tổng cộng có 8 đội tuyển tham dự giải đấu, trong đó bảy suất (ngoài đội chủ nhà Seychelles) được xác định thông qua vòng loại được tổ chức vào tháng 2 và tháng 3 năm 2015. Hai đội đứng đầu đủ điều kiện tham dự Giải vô địch bóng đá bãi biển thế giới 2015. Senegal và Madagascar đã giành chiến thắng trong trận bán kết tương ứng vào ngày 18 tháng 4 năm 2015 để giành tham dự World Cup, cùng với việc Madagascar đánh bại Senegal trong trận chung kết vào ngày hôm sau để giành chức vô địch trong giải đấu.

### Khu vực châu Á
Giải vô địch bóng đá bãi biển châu Á tổ chức tại Doha, Qatar từ ngày 23 đến ngày 28 tháng 3 năm 2015. Tổng cộng có 14 đội tham dự giải đấu (Palestine đã tham dự nhưng đã rút lui). Ba đội đứng đầu đủ điều kiện tham dự Giải vô địch bóng đá bãi biển thế giới 2015. Oman và Nhật Bản đã giành chiến thắng trong trận bán kết tương ứng vào ngày 27 tháng 3 năm 2015 để đủ điều kiện tham dự World Cup. Ngày hôm sau, Iran đã giành chiến thắng trong trận tranh hạng ba để giành một suất tham dự World Cup, trong khi Oman đã đánh bại Nhật Bản trong trận chung kết để giành chức vô địch tại giải đấu.

### Khu vực châu Âu
Vòng loại khu vực châu Âu tổ chức tại Jesolo, Ý từ ngày 5 đến ngày 14 tháng 9 năm 2014. Tổng cộng có 23 đội tham dự giải đấu (Georgia tham dự nhưng đã rút lui). Bốn đội đứng đầu đã giành quyền tham dự Giải bóng đá bãi biển thế giới FIFA 2015. Thụy Sĩ đã trở thành đội đầu tiên (ngoài nước chủ nhà Bồ Đào Nha) giành quyền tham dự Giải vô địch bóng đá bãi biển thế giới 2015 vào ngày 11 tháng 9 năm 2014. Ngày hôm sau, Nga, Tây Ban Nha và Ý cũng giành được một suất tham dự World Cup ngày khi tiến vào vòng bán kết, cùng với việc Nga đánh bại Thụy Sĩ trong trận chung kết hai ngày sau đó để giành chức vô địch tại giải đấu và Ý đánh bại Tây Ban Nha để giành vị trí thứ ba.

### Khu vực Bắc, Trung Mỹ và Caribe
Giải vô địch bóng đá bãi biển CONCACAF tổ chức tại tại Bãi biển Sol, El Salvador từ ngày 28 tháng 3 đến ngày 4 tháng 4 năm 2015. Tổng cộng có 16 đội tham dự giải đấu. Hai đội đứng đầu đủ điều kiện tham dự Giải vô địch bóng đá bãi biển thế giới 2015. México và Costa Rica đã giành chiến thắng trong trận bán kết tương ứng vào ngày 3 tháng 4 năm 2015 để giành quyền tham dự World Cup, cùng với việc México đánh bại Costa Rica trong trận chung kết vào ngày hôm sau để giành chức vô địch tại giải đấu.

### Khu vực châu Đại Dương
Giải vô địch bóng đá bãi biển châu Đại Dương được lên lịch tổ chức tại Tahiti từ ngày 16 đến 22 tháng 2 năm 2015. Tuy nhiên, giải đấu đã bị hủy bỏ và Tahiti được OFC chỉ định là đại diện của khu vực.

### Khu vực Nam Mỹ
Giải vô địch bóng đá bãi biển Nam Mỹ tổ chức tại Manta, Ecuador từ ngày 19 đến 26 tháng 4 năm 2015. Tổng cộng có 10 đội tham dự giải đấu. Ba đội đứng đầu đã giành quyền tham dự Giải vô địch bóng đá bãi biển thế giới 2015. Brasil và Paraguay đã giành chiến thắng trong trận bán kết vào ngày 25 tháng 4 năm 2015 để giành quyền tham dự World Cup. Ngày hôm sau, Argentina đã giành chiến thắng trong trận tranh hạng ba để giành một suất tham dự World Cup, trong khi Brasil đánh bại Paraguay trong trận chung kết để giành chức vô địch tại giải đấu.

## Đội tuyển
Dưới đây là 16 đội tuyển đủ điều kiện tham dự vòng chung kết:

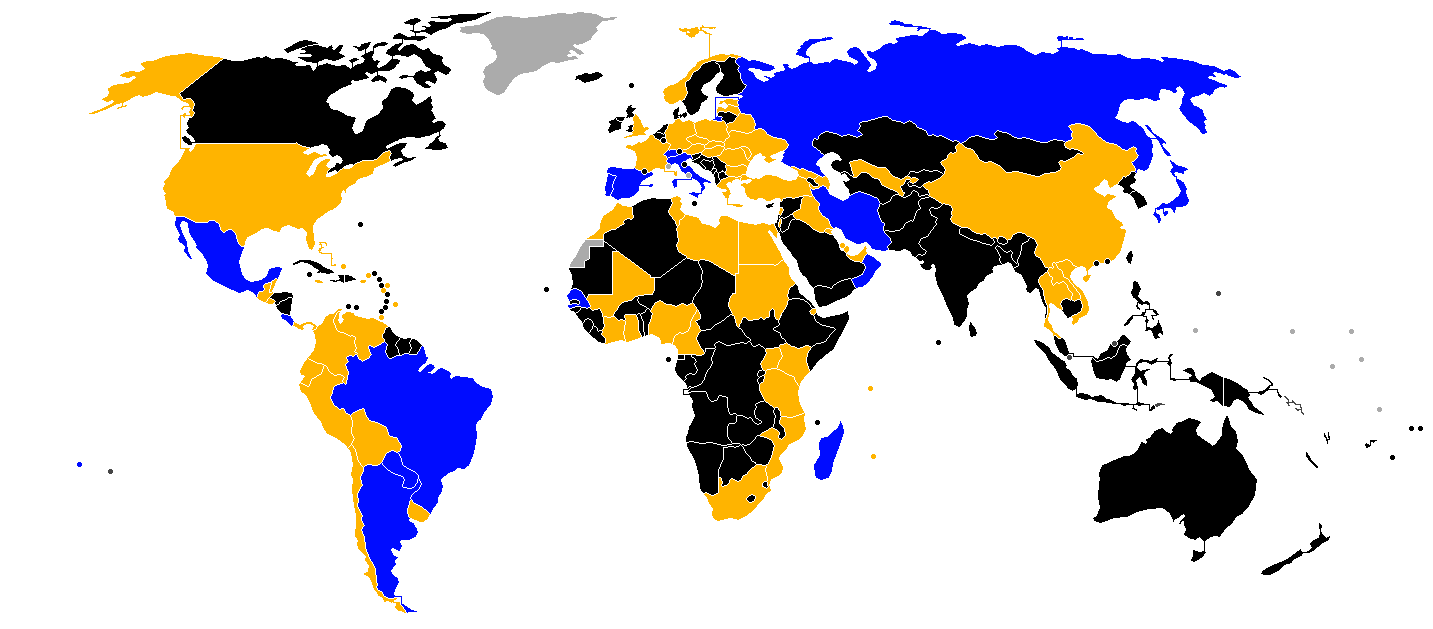
Giành quyền tham dự giải đấu
Không vượt qua vòng loại (hoặc đã rút lui)
Không tham dự
Không phải là thành viên FIFA

| Liên đoàn                         | Giải đấu loại                                                         | Các đội tuyển vượt qua vòng loại |
| --------------------------------- | --------------------------------------------------------------------- | -------------------------------- |
| AFC (châu Á)                      | Giải vô địch bóng đá bãi biển châu Á 2015                             | Iran · Nhật Bản · Oman           |
| CAF (châu Phi)                    | Giải vô địch bóng đá bãi biển châu Phi 2015                           | Madagascar1 · Sénégal            |
| CONCACAF (Bắc, Trung Mỹ & Caribe) | Giải vô địch bóng đá bãi biển CONCACAF 2015                           | Costa Rica · México              |
| CONMEBOL (Nam Mỹ)                 | Giải vô địch bóng đá bãi biển Nam Mỹ 2015                             | Argentina · Brasil · Paraguay    |
| OFC (châu Đại Dương)              | Được bổ nhiệm bởi OFC (vòng loại bị hủy bỏ)                           | Tahiti                           |
| UEFA (châu Âu)                    | Chủ nhà                                                               | Bồ Đào Nha                       |
| UEFA (châu Âu)                    | Vòng loại Giải vô địch bóng đá bãi biển thế giới 2015 khu vực châu Âu | Ý · Nga · Tây Ban Nha · Thụy Sĩ  |

Chú thích:
1. Các đội tuyển lần đầu tiên tham dự.

## Địa điểm
Tất cả các trận đấu đều được diễn ra tại Sân vận động Espinho, một địa điểm được xây dựng có sức chứa 3.500 người tại Bãi biển Baía,  Espinho. 
| Sân vận động Espinho           |
| 41°00′B 08°38′T / 41°B 8,633°T |
| Sức chứa: 3,500                |

## Trọng tài
FIFA đã chọn ra 24 trọng tài từ 24 quốc gia khác nhau để điều hành các trận đấu tại World Cup, với ít nhất một trọng tài đại diện cho mỗi liên đoàn: bốn trọng tài từ AFC, ba trọng tài từ CAF, năm trọng tài từ CONMEBOL, ba trọng tài từ CONCACAF, một trọng tài từ OFC và tám trọng tài từ UEFA.
| AFC                                                             | CAF                                           | CONCACAF                                    | CONMEBOL                                                                      | OFC       | UEFA                                                                     | UEFA                                                       |
| --------------------------------------------------------------- | --------------------------------------------- | ------------------------------------------- | ----------------------------------------------------------------------------- | --------- | ------------------------------------------------------------------------ | ---------------------------------------------------------- |
| Shao Liang Suhaimi Mat Hassan Turki Al-Salehi Bakhtiyor Namazov | Said Hachim Jelili Ogunmuyiwa Bessem Boubaker | Warner Porras Juan Angeles César Echevarria | Mariano Romo Ivo de Moraes Gustavo Domínguez Alex Valdiviezo Javier Bentancor | Hugo Pado | Ingilab Mammadov Sofien Benchabane Gionni Matticoli Laurynas Aržuolaitis | Łukasz Ostrowski António Pereira Roman Borisov Rubén Eiriz |

## Bốc thăm
Lễ bốc thăm vòng bảng được tổ chức vào ngày 28 tháng 4 năm 2015 tại Espinho Multimedia Auditorium. 16 đội được chia thành bốn bảng, mỗi bảng bốn đội, với đội chủ nhà Bồ Đào Nha được xếp hạt giống ở Bảng A và đương kim vô địch Nga được xếp hạt giống ở Bảng D. Thụy Sĩ và Brasil, hai đội xếp thứ hai và thứ ba trong Bảng xếp hạng thế giới của FIFA là hai đội được xếp hạt giống khác. Các đội từ cùng một liên đoàn không được xếp chung bảng với nhau ở vòng bảng, ngoại trừ một trong những bảng phải có hai đội từ UEFA vì có năm đội từ khu vực này.
| Nhóm 1 (Hạt giống)                                                              | Nhóm 2 (AFC & OFC)              | Nhóm 3 (CAF & CONCACAF)                    | Nhóm 4 (CONMEBOL & UEFA)               |
| ------------------------------------------------------------------------------- | ------------------------------- | ------------------------------------------ | -------------------------------------- |
| Bồ Đào Nha (được phân bổ vào A1) · Nga (được phân bổ vào D1) · Brasil · Thụy Sĩ | Iran · Nhật Bản · Oman · Tahiti | Madagascar · Sénégal · Costa Rica · México | Argentina · Paraguay · Ý · Tây Ban Nha |

## Đội hình
Mỗi đội phải đăng ký đội hình gồm 12 cầu thủ (trong đó phải có hai thủ môn) trước thời hạn do FIFA quy định. Đội hình chính thức được FIFA công bố vào ngày 2 tháng 7 năm 2015.

## Vòng bảng
Ở vòng bảng, các đội sẽ được ba điểm cho mỗi trận thắng trong thời gian thi đấu chính thức, hai điểm cho mỗi trận thắng trong hiệp phụ, một điểm cho mỗi trận thắng trong loạt sút luân lưu và không có điểm nào cho mỗi trận thua.
Sau những thay đổi về luật của FIFA được ban hành vào tháng 7 năm 2014, đây là mùa giải đầu tiên chỉ tính một điểm cho trận thắng trong loạt sút luân lưu (khác với hai điểm ở tất cả các mùa giải trước đó) cũng như loạt sút luân lưu là loạt đấu loại trực tiếp thay vì loại trực tiếp ngay từ đầu.
Tất cả các trận đấu diễn ra theo giờ mùa hè Tây Âu (UTC+1).

### Các tiêu chí vòng bảng
Thứ hạng của mỗi đội trong mỗi bảng sẽđược xác định theo các tiêu chí sau:
1. Số điểm cao nhất đạt được trong tất cả các trận đấu vòng bảng;

Nếu hai hoặc nhiều đội bằng điểm nhau dựa trên tiêu chí trên, thứ hạng của họ sẽ được xác định như sau:
1. Số điểm cao nhất đạt được trong các trận đấu vòng bảng giữa các đội liên quan;
2. Hiệu số bàn thắng thua lớn nhất có được từ các trận đấu vòng bảng giữa các đội liên quan;
3. Số bàn thắng thua lớn nhất được ghi trong tất cả các trận đấu vòng bảng giữa các đội liên quan;
4. Hiệu số bàn thắng thua lớn nhất trong tất cả các trận đấu vòng bảng;
5. Số bàn thắng bại lớn nhất được ghi trong tất cả các trận đấu vòng bảng;
6. Quyết định bốc thăm của Ban tổ chức.

### Bảng A
| VT | Đội            | Tr | T | T+ | TLL | B | BT | BB | BHS | Đ | Giành quyền tham dự     |
| -- | -------------- | -- | - | -- | --- | - | -- | -- | --- | - | ----------------------- |
| 1  | Bồ Đào Nha (H) | 3  | 2 | 0  | 0   | 1 | 16 | 10 | +6  | 6 | Vòng đấu loại trực tiếp |
| 2  | Nhật Bản       | 3  | 2 | 0  | 0   | 1 | 10 | 10 | 0   | 6 | Vòng đấu loại trực tiếp |
| 3  | Argentina      | 3  | 1 | 0  | 0   | 2 | 9  | 14 | −5  | 3 |                         |
| 4  | Sénégal        | 3  | 1 | 0  | 0   | 2 | 12 | 13 | −1  | 3 |                         |

1. 1 2  Bồ Đào Nha dẫn trước Nhật Bản về số điểm có được trong các trận đấu đối đầu (Bồ Đào Nha đã đánh bại Nhật Bản với tỷ số 4–2)
2. 1 2  Argentina dẫn trước Sénégal về số điểm có được trong các trận đối đầu trực tiếp (Argentina đánh bại Senegal với tỷ số 4–3)

| Bồ Đào Nha                                 | 4–2      | Nhật Bản                   |
| ------------------------------------------ | -------- | -------------------------- |
| Madjer 4', 22' · Bê Martins 18' · Alan 35' | Chi tiết | Haraguchi 23' · Matsuo 32' |

| Argentina                                                  | 4–3      | Sénégal                   |
| ---------------------------------------------------------- | -------- | ------------------------- |
| Franceschini 8' · F. Hilaire 11' · Sirico 19' · Minici 21' | Chi tiết | Baldé 5', 25' · Ndour 36' |

| Sénégal                                                         | 6–5      | Bồ Đào Nha                                                  |
| --------------------------------------------------------------- | -------- | ----------------------------------------------------------- |
| Thioune 9' · Kamara 16' · Baldé 25', 32' · Sylla 26' · Fall 29' | Chi tiết | Belchior 7', 31' · Coimbra 16' · Léo Martins 17' · Alan 19' |

| Nhật Bản                             | 4–3      | Argentina                              |
| ------------------------------------ | -------- | -------------------------------------- |
| Goto 15', 21' · Matsuo 16' · Oba 24' | Chi tiết | F. Hilaire 2' · Costas 21' · López 32' |

| Bồ Đào Nha                                                                | 7–2      | Argentina                           |
| ------------------------------------------------------------------------- | -------- | ----------------------------------- |
| Belchior 9' · Madjer 12', 31' · Torres 16' · Alan 18', 29' · Zé Maria 36' | Chi tiết | Sirico 32' (ph.đ.) · S. Hilaire 33' |

| Nhật Bản                                        | 4–3      | Sénégal                          |
| ----------------------------------------------- | -------- | -------------------------------- |
| Goto 1' · Tabata 10' · Matsuo 16' · Akaguma 21' | Chi tiết | Faye 33' · N'Doye 34' · Fall 36' |

### Bảng B
| VT | Đội        | Tr | T | T+ | TLL | B | BT | BB | BHS | Đ | Giành quyền tham dự     |
| -- | ---------- | -- | - | -- | --- | - | -- | -- | --- | - | ----------------------- |
| 1  | Ý          | 3  | 3 | 0  | 0   | 0 | 16 | 7  | +9  | 9 | Vòng đấu loại trực tiếp |
| 2  | Thụy Sĩ    | 3  | 2 | 0  | 0   | 1 | 13 | 11 | +2  | 6 | Vòng đấu loại trực tiếp |
| 3  | Oman       | 3  | 1 | 0  | 0   | 2 | 11 | 11 | 0   | 3 |                         |
| 4  | Costa Rica | 3  | 0 | 0  | 0   | 3 | 6  | 17 | −11 | 0 |                         |

| Ý                                                       | 6–1      | Costa Rica |
| ------------------------------------------------------- | -------- | ---------- |
| Gori 1', 9', 16' · Zurlo 13', 19' · Villegas 19' (l.n.) | Chi tiết | Pacheco 6' |

| Thụy Sĩ                                | 5–2      | Oman                           |
| -------------------------------------- | -------- | ------------------------------ |
| Misev 4' · Ott 10', 12', 21' · Leu 14' | Chi tiết | Al-Sauti 7' · K. Al-Araimi 19' |

| Oman                               | 2–4      | Ý                                       |
| ---------------------------------- | -------- | --------------------------------------- |
| Y. Al-Araimi 8' · K. Al-Araimi 22' | Chi tiết | Zurlo 12', 30' · Marinai 12' · Gori 19' |

| Costa Rica                             | 3–4      | Thụy Sĩ                                      |
| -------------------------------------- | -------- | -------------------------------------------- |
| Mendoza 24' · Adanis 30' · Pacheco 35' | Chi tiết | Stankovic 3' · Ott 11' · Leu 21' · Borer 35' |

| Oman                                                                                  | 7–2      | Costa Rica               |
| ------------------------------------------------------------------------------------- | -------- | ------------------------ |
| Al-Dhabit 4', 26' (ph.đ.) · Y. Al-Araimi 17', 26' · Al-Alawi 19' · Al-Qassmi 32', 36' | Chi tiết | Johnson 19', 28' (ph.đ.) |

| Thụy Sĩ                                    | 4–6      | Ý                                                                            |
| ------------------------------------------ | -------- | ---------------------------------------------------------------------------- |
| Ott 4', 10' · Schirinzi 5' · Stankovic 34' | Chi tiết | Zurlo 3' · Gori 4' · Palmacci 15', 31' · Marinai 17' · Frainetti 21' (ph.đ.) |

### Bảng C
| VT | Đội         | Tr | T | T+ | TLL | B | BT | BB | BHS | Đ | Giành quyền tham dự     |
| -- | ----------- | -- | - | -- | --- | - | -- | -- | --- | - | ----------------------- |
| 1  | Brasil      | 3  | 3 | 0  | 0   | 0 | 11 | 5  | +6  | 9 | Vòng đấu loại trực tiếp |
| 2  | Iran        | 3  | 2 | 0  | 0   | 1 | 12 | 11 | +1  | 6 | Vòng đấu loại trực tiếp |
| 3  | Tây Ban Nha | 3  | 1 | 0  | 0   | 2 | 9  | 9  | 0   | 3 |                         |
| 4  | México      | 3  | 0 | 0  | 0   | 3 | 4  | 11 | −7  | 0 |                         |

| Tây Ban Nha                                 | 5–6      | Iran                                                                  |
| ------------------------------------------- | -------- | --------------------------------------------------------------------- |
| Antonio 2', 15', 31' · Nico 3' · Llorenç 8' | Chi tiết | Boloukbashi 2', 15' · Mesigar 5' · Mokhtari 19', 36' · Ahmadzadeh 34' |

| Brasil                                                                            | 5–1      | México        |
| --------------------------------------------------------------------------------- | -------- | ------------- |
| Rodrigo 1' · Bokinha 6' · Bruno Xavier 12' · Gonzalez 26' (l.n.) · Mauricinho 29' | Chi tiết | Maldonado 31' |

| México               | 1–3      | Tây Ban Nha                                 |
| -------------------- | -------- | ------------------------------------------- |
| Maldonado 1' (ph.đ.) | Chi tiết | Llorenç 3' · Nico 17' · Antonio 35' (ph.đ.) |

| Iran                          | 3–4      | Brasil                                                   |
| ----------------------------- | -------- | -------------------------------------------------------- |
| Akbari 2', 4' · Ahmadzadeh 5' | Chi tiết | Ddi 2' · Bruno Xavier 12' · Bokinha 12' · Mauricinho 26' |

| México                | 2–3    | Iran                                  |
| --------------------- | ------ | ------------------------------------- |
| Gómez 19' · Villa 22' | Report | Akbari 2' · Ahmadzadeh 15' · Dara 15' |

| Brasil          | 2–1      | Tây Ban Nha |
| --------------- | -------- | ----------- |
| Rodrigo 2', 32' | Chi tiết | Mérida 12'  |

### Bảng D
| VT | Đội        | Tr | T | T+ | TLL | B | BT | BB | BHS | Đ | Giành quyền tham dự     |
| -- | ---------- | -- | - | -- | --- | - | -- | -- | --- | - | ----------------------- |
| 1  | Tahiti     | 3  | 3 | 0  | 0   | 0 | 18 | 14 | +4  | 9 | Vòng đấu loại trực tiếp |
| 2  | Nga        | 3  | 2 | 0  | 0   | 1 | 17 | 14 | +3  | 6 | Vòng đấu loại trực tiếp |
| 3  | Paraguay   | 3  | 1 | 0  | 0   | 2 | 14 | 16 | −2  | 3 |                         |
| 4  | Madagascar | 3  | 0 | 0  | 0   | 3 | 7  | 12 | −5  | 0 |                         |

| Nga                                                               | 7–5      | Paraguay                                              |
| ----------------------------------------------------------------- | -------- | ----------------------------------------------------- |
| Romanov 7', 15' · Shishin 8', 28', 30' · Shkarin 23' · Leonov 25' | Chi tiết | López 1' · Moran 3', 17', 34' · Rodriguez 18' (ph.đ.) |

| Tahiti                                                  | 4–3      | Madagascar                                                |
| ------------------------------------------------------- | -------- | --------------------------------------------------------- |
| Labaste 4' · Tepa 5' · Tavanae 9' · Bennett 17' (ph.đ.) | Chi tiết | Razafimandimby 2' · Rabeasimbola 2' · Razafimahatratra 6' |

| Madagascar                                | 2–4      | Nga                                             |
| ----------------------------------------- | -------- | ----------------------------------------------- |
| Rasolomandimby 17' · Randriamampandry 19' | Chi tiết | Leonov 6' · Romanov 7', 9' · Krasheninnikov 35' |

| Paraguay                                     | 5–7      | Tahiti                                                                         |
| -------------------------------------------- | -------- | ------------------------------------------------------------------------------ |
| Moran 2', 18', 25' · López 27' · Barreto 35' | Chi tiết | Tavanae 2' · Labaste 4', 27' · Zaveroni 8' · Tchen 8' · Tepa 14' · Taiarui 25' |

| Nga                                                                                           | 6–7      | Tahiti                                                                  |
| --------------------------------------------------------------------------------------------- | -------- | ----------------------------------------------------------------------- |
| Bukhlitskiy 8' · Shishin 8' · Paporotnyi 20' · Krasheninnikov 23' · Romanov 35' · Makarov 35' | Chi tiết | Li Fung Kuee 2', 9', 14', 27' · Taiarui 8' · Lehartel 23' · Torohia 35' |

| Paraguay                               | 4–2      | Madagascar              |
| -------------------------------------- | -------- | ----------------------- |
| Moran 11', 27' · López 17' · Rolon 26' | Chi tiết | Rasolomandimby 13', 26' |

## Vòng đấu loại trực tiếp

### Sơ đồ
|  | Tứ kết       | Tứ kết     |            |       | Bán kết       | Bán kết       |  |  | Chúng kết | Chúng kết |
|  |              |            |            |       |               |               |  |  |           |           |
|  | 16 tháng 7   |            |            |       |               |               |  |  |           |           |
|  |              |            |            |       |               |               |  |  |           |           |
|  | Ý            | 3          |            |       |               |               |  |  |           |           |
|  | Ý            | 3          | 18 tháng 7 |       |               |               |  |  |           |           |
|  | Nhật Bản     | 2          |            |       |               |               |  |  |           |           |
|  | Nhật Bản     | 2          | Ý          | 6 (1) |               |               |  |  |           |           |
|  | 16 tháng 7   |            | Ý          | 6 (1) |               |               |  |  |           |           |
|  |              | Tahiti (p) | 6 (3)      |       |               |               |  |  |           |           |
|  | Tahiti       | Tahiti (p) | 6 (3)      | 5     |               |               |  |  |           |           |
|  | Tahiti       |            | 19 tháng 7 | 5     |               |               |  |  |           |           |
|  | Iran         | 4          |            |       |               |               |  |  |           |           |
|  | Iran         | 4          | Tahiti     | 3     |               |               |  |  |           |           |
|  | 16 tháng 7   |            | Tahiti     | 3     |               |               |  |  |           |           |
|  |              | Bồ Đào Nha | 5          |       |               |               |  |  |           |           |
|  | Bồ Đào Nha   | Bồ Đào Nha | 5          | 7     |               |               |  |  |           |           |
|  | Bồ Đào Nha   | 18 tháng 7 |            | 7     |               |               |  |  |           |           |
|  | Thụy Sĩ      | 3          |            |       |               |               |  |  |           |           |
|  | Thụy Sĩ      | 3          | Bồ Đào Nha | 4     |               |               |  |  |           |           |
|  | 16 tháng 7   |            | Bồ Đào Nha | 4     |               |               |  |  |           |           |
|  |              | Nga        | 2          |       | Tranh hạng ba | Tranh hạng ba |  |  |           |           |
|  | Brasil       | Nga        | 2          | 5     | Tranh hạng ba | Tranh hạng ba |  |  |           |           |
|  | Brasil       |            | 19 tháng 7 | 5     |               |               |  |  |           |           |
|  | Nga (s.h.p.) | 6          |            |       |               |               |  |  |           |           |
|  | Nga (s.h.p.) | 6          | Ý          | 2     |               |               |  |  |           |           |
|  |              |            |            |       |               |               |  |  |           |           |
|  | Nga          | 5          |            |       |               |               |  |  |           |           |
|  | Nga          | 5          |            |       |               |               |  |  |           |           |

### Tứ kết
| Brasil                                                                       | 5–6 (s.h.p.) | Nga                                                                                  |
| ---------------------------------------------------------------------------- | ------------ | ------------------------------------------------------------------------------------ |
| Mão 9' · Datinha 9' · Mauricinho 9' · Bokinha 31' (ph.đ.) · Bruno Xavier 32' | Chi tiết     | Paporotnyi 3' · Shkarin 8' · Shishin 13' · Peremitin 29' · Romanov 31' · Shaykov 39' |

| Bồ Đào Nha                                                                      | 7–3      | Thụy Sĩ                              |
| ------------------------------------------------------------------------------- | -------- | ------------------------------------ |
| Leu 2' (l.n.) · Madjer 13', 25', 32' · Andrade 14' · Belchior 15' · Coimbra 27' | Chi tiết | Ott 11', 29' (ph.đ.) · Stankovic 15' |

| Ý                                | 3–2      | Nhật Bản          |
| -------------------------------- | -------- | ----------------- |
| Zurlo 12', 35' · Ramacciotti 22' | Chi tiết | Ozu 1' · Goto 26' |

| Tahiti                                                       | 5–4      | Iran                                                       |
| ------------------------------------------------------------ | -------- | ---------------------------------------------------------- |
| Bennett 11', 14' · Tepa 27' · Li Fung Kuee 30' · Taiarui 32' | Chi tiết | Ahmadzadeh 13' · Morshedi 14' · Mesigar 27' · Mokhtari 31' |

### Bán kết
| Ý                                                                             | 6–6 (s.h.p.) | Tahiti                                                              |
| ----------------------------------------------------------------------------- | ------------ | ------------------------------------------------------------------- |
| Palmacci 4' · Gori 22', 34' · Ramacciotti 26' · Di Palma 28' · Corosiniti 34' | Chi tiết     | Taiarui 1' · Labaste 4' · Bennett 14', 26' · Tavanae 23' · Tepa 33' |
| Loạt sút luân lưu                                                             |              |                                                                     |
| Frainetti · Palmacci                                                          | 1–3          | Taiarui · Bennett · Li Fung Kuee                                    |

| Bồ Đào Nha                                 | 4–2      | Nga                      |
| ------------------------------------------ | -------- | ------------------------ |
| Jordan 9' · Bê Martins 12', 35' · Novo 34' | Chi tiết | Makarov 8' · Shishin 14' |

### Tranh hạng ba
| Ý                          | 2–5      | Nga                                                            |
| -------------------------- | -------- | -------------------------------------------------------------- |
| Palmacci 26' · Marinai 33' | Chi tiết | Shaykov 4' · Peremitin 11', 14' · Romanov 12' · Paporotnyi 19' |

### Chung kết
| Tahiti                              | 3–5      | Bồ Đào Nha                                                  |
| ----------------------------------- | -------- | ----------------------------------------------------------- |
| Labaste 17' · Li Fung Kuee 19', 25' | Chi tiết | Madjer 1' · Belchior 7' · Coimbra 17' · Novo 21' · Alan 36' |

## Giải thưởng
Sau trận chung kết, FIFA đã trao giải thưởng cá nhân cho ba cầu thủ xuất sắc nhất giải đấu, cầu thủ ghi nhiều bàn thắng nhất và thủ môn xuất sắc nhất. Ngoài ra, một giải thưởng tập thể đã được trao cho đội có nhiều điểm nhất trong bảng xếp hạng Fair Play. Vì cả ba cầu thủ đều ghi được 8 bàn thắng, các số liệu thống kê khác như kiến tạo, phạt đền và các trận đã thi đấu sau đó được xem xét để tính toán thứ hạng giữa họ. Đáng chú ý, mùa giải này chứng kiến ít bàn thắng nhất từng được ghi cho một cầu thủ giành được Chiếc giày vàng.
| adidas Quả bóng vàng          | adidas Quả bóng bạc   | adidas Quả bóng đồng   |
| ----------------------------- | --------------------- | ---------------------- |
| Heimanu Taiarui               | Alan                  | Madjer                 |
| adidas Chiếc giày vàng        | adidas Chiếc giày bạc | adidas Chiếc giày đồng |
| Pedro Moran                   | Madjer                | Noel Ott               |
| 8 bàn                         | 8 bàn                 | 8 bàn                  |
| adidas Găng tay vàng          |                       |                        |
| Jonathan Torohia              |                       |                        |
| Giải phong cách FIFA          |                       |                        |
| Brasil                        |                       |                        |
| Bàn thắng ấn tượng nhất       |                       |                        |
| Madjer trong trận gặp Thụy Sĩ |                       |                        |

## Thống kê

### Cầu thủ ghi bàn
8 bàn
- Pedro Moran
- Madjer
- Noel Ott

7 bàn
- Gabriele Gori
- Emmanuele Zurlo
- Kirill Romanov
- Raimana Li Fung Kuee

6 bàn
- Dmitrii Shishin

5 bàn
- Alan
- Belchior
- Naea Bennett
- Tearii Labaste

4 bàn
- Mohammad Ahmadzadeh
- Paolo Palmacci
- Takasuke Goto
- Ibrahima Baldé
- Antonio
- Heimanu Taiarui
- Patrick Tepa

3 bàn
- Bokinha
- Bruno Xavier
- Mauricinho
- Rodrigo
- Amir Akbari
- Mohammad Ali Mokhtari
- Simone Marinai
- Naoya Matsuo
- Bernardin Rasolomandimby
- Yahya Al-Araimi
- Juan López
- Bê Martins
- Rui Coimbra
- Artur Paporotnyi
- Anatoliy Peremitin
- Dejan Stankovic
- Heiarii Tavanae

2 bàn
- Federico Hilaire
- Luciano Sirico
- Danny Johnson
- Greivin Pacheco
- Farid Boloukbashi
- Moslem Mesigar
- Dario Ramacciotti
- Ramon Maldonado
- Hani Al-Dhabit
- Ishaq Al-Qassmi
- Khalid Al-Araimi
- Bruno Novo
- Yury Krasheninnikov
- Ilya Leonov
- Aleksey Makarov
- Egor Shaykov
- Anton Shkarin
- Babacar Fall
- Llorenç
- Nico
- Stephan Leu

1 bàn
- Federico Costas
- Luciano Franceschini
- Santiago Hilaire
- Rodrigo López
- Facundo Minici
- Datinha
- Fernando Ddi
- Mão
- José Mendoza
- Vladimir Adanis
- Faroogh Dara
- Mehran Morshedi
- Francesco Corosiniti
- Michele di Palma
- Alessio Frainetti
- Takuya Akaguma
- Shotaro Haraguchi
- Ozu Moreira
- Takaaki Oba
- Teruki Tabata
- Tianasoa Rabeasimbola
- Tokindrainy Randriamampandry
- Flavien Razafimahatratra
- Ymelda Razafimandimby
- Gerardo Gómez
- Abdiel Villa
- Ghaith Al-Alawi
- Abdullah Al-Sauti
- Édgar Barreto
- Wilson Rodriguez
- Jesús Rolon
- Elinton Andrade
- Léo Martins
- Jordan Santos
- Bruno Torres
- Zé Maria
- Andrey Bukhlitskiy
- Gorgui Faye
- Pape Amadou Kamara
- Papa Ndour
- Papa Modou N'Doye
- Ngalla Sylla
- Ibra Thioune
- Raúl Mérida
- Philipp Borer
- Michael Misev
- Angelo Schirinzi
- Tainui Lehartel
- Angelo Tchen
- Jonathan Torohia
- Teva Zaveroni

Bàn phản lưới nhà
- Andres Villegas (trong trận gặp Ý)
- Adrian Gonzalez (trong trận gặp Brasil)
- Stephan Leu (trong trận gặp Bồ Đào Nha)

Nguồn:

### Bảng xếp hạng giải đấu
| VT | Bg | Đội            | Tr | T | T+ | TLL | B | BT | BB | BHS | Đ  | Chung cuộc          |
| -- | -- | -------------- | -- | - | -- | --- | - | -- | -- | --- | -- | ------------------- |
| 1  | A  | Bồ Đào Nha (H) | 6  | 5 | 0  | 0   | 1 | 32 | 18 | +14 | 15 | Vô địch             |
| 2  | D  | Tahiti         | 6  | 4 | 0  | 1   | 1 | 32 | 29 | +3  | 13 | Á quân              |
| 3  | D  | Nga            | 6  | 3 | 1  | 0   | 2 | 30 | 25 | +5  | 11 | Hạng ba             |
| 4  | B  | Ý              | 6  | 4 | 0  | 0   | 2 | 27 | 20 | +7  | 12 | Hạng tư             |
|    |    |                |    |   |    |     |   |    |    |     |    |                     |
| 5  | C  | Brasil         | 4  | 3 | 0  | 0   | 1 | 16 | 11 | +5  | 9  | Bị loại ở Tứ kết    |
| 6  | C  | Iran           | 4  | 2 | 0  | 0   | 2 | 16 | 16 | 0   | 6  | Bị loại ở Tứ kết    |
| 7  | A  | Nhật Bản       | 4  | 2 | 0  | 0   | 2 | 12 | 13 | −1  | 6  | Bị loại ở Tứ kết    |
| 8  | B  | Thụy Sĩ        | 4  | 2 | 0  | 0   | 2 | 16 | 18 | −2  | 6  | Bị loại ở Tứ kết    |
|    |    |                |    |   |    |     |   |    |    |     |    |                     |
| 9  | B  | Oman           | 3  | 1 | 0  | 0   | 2 | 11 | 11 | 0   | 3  | Bị loại ở Vòng bảng |
| 10 | C  | Tây Ban Nha    | 3  | 1 | 0  | 0   | 2 | 9  | 9  | 0   | 3  | Bị loại ở Vòng bảng |
| 11 | A  | Sénégal        | 3  | 1 | 0  | 0   | 2 | 12 | 13 | −1  | 3  | Bị loại ở Vòng bảng |
| 12 | D  | Paraguay       | 3  | 1 | 0  | 0   | 2 | 14 | 16 | −2  | 3  | Bị loại ở Vòng bảng |
| 13 | A  | Argentina      | 3  | 1 | 0  | 0   | 2 | 9  | 14 | −5  | 3  | Bị loại ở Vòng bảng |
| 14 | D  | Madagascar     | 3  | 0 | 0  | 0   | 3 | 7  | 12 | −5  | 0  | Bị loại ở Vòng bảng |
| 15 | C  | México         | 3  | 0 | 0  | 0   | 3 | 4  | 11 | −7  | 0  | Bị loại ở Vòng bảng |
| 16 | B  | Costa Rica     | 3  | 0 | 0  | 0   | 3 | 6  | 17 | −11 | 0  | Bị loại ở Vòng bảng |